# Paid to click
Paid to click é um modelo de negócio on-line que atrai o tráfego pagando pelo clique do usuario num link. Sites PTC (ou que pagam por clicar), agem como intermediários entre os anunciantes e consumidores, o anunciante paga para exibir anúncios no site PTC, e uma parte deste pagamento vai para o espectador quando ele vê o anúncio.
Além disso, a maioria dos sites PTC oferecem uma comissão aos seus membros para se inscrever novos membros  ou podem pagar uma porcentagem para os membros dos cliques que os seus indicados fazer como uma comissão permanente.

## Bases do PTC
O site PTC possui links que os usuarios cadastrados devem clickar uma unica vez diariamente e recebem uma pequena comissão por isso. Mesmo que os anúncios são o método mais amplamente conhecido por sites PTC para gerarem renda, grande parte do lucro pode vir da venda directa de referências ou atualizar os pacotes que são criados pelo proprietário de cada site PTC , as chamadas Contas Premium.

## Origem
Não se sabe a certo quando surgiu o conceito mas conhece-se sites PTC que surgiram desde de 2001 tendo atingido o ápice (e depois queda) de popularidade em 2006 , mas os mais populares sites surgiram após 2008 quando o sistema se tornou bem conhecido . Atualmente a popularidade desses sites volta a  diminuir devido ao aumento dos sites falsos e o excesso de spam que gerou uma visão negativa sobre esses sites.

## PTC e PPC diferenças
Não se deve confundir PPC(pago por clique) com PTC(pago por clicar) , pois um paga pelo clique "real" e outro paga pelo clique induzido.
 Deve-se realmente tomar cuidado para não confundir os termos pois muitos sites PPC são contra a pratica do PTC e PPC no mesmo site  .Como o Google adsense,por exemplo,  se recusa a aceitar sites com PTC ou links PTC podendo acarretar banimento da conta como previsto no contrato mostrado durante o cadastro. Issa é medida é usada provalvemente para evitar cliques falsos.

## Viabilidade
A renda gerada pelos PTC para usuarios comuns costuma ser minima , em geral nunca superior $2,00 mensais e portanto os unicos benificiados com o sistema são os usuarios com muitos referidos e o proprio site. 

Deve-se ainda ficar atento pois muitos sites PTC acabam por falhar ou torna-se Scam(termo para descrever os que não pagam corretamente) devido a inviabilidade do negocio por causa da diferença de valor do link pago pelo anunciante e o valor pago ao usuario+ o referido.

Existem ainda links permanentes que são links mantidos pelo proprio PTC ou por uma parceria. Esses links não possuem uma quantidade de cliques limite e portanto podem causar que haja mais  gastos com o pagamento a usuarios do que foi pago pelo anunciante ;

Os cliques temporarios porem são mais viaveis ,pois cada anuncio paga um valor fixo por clique que será repassado aos usuarios que clicarem no link.

## Polemicas
Os ptc sofrem com polemicas de falta ou grandes atrasos nos pagamentos , e sites falsos usados apenas para atrair investimento mas nunca funcionando de facto. E até mesmo quando são envolvidos em esquemas de fraude e corrupção, como será detalhado mais adiante.

### Piramide
Muitos Ptc ,porem, mantem um sistema insustentável intencionalmente em que as contas Pagas(premium)que podem ganhar mais por seus cliques e de seus referidos do que o anunciante paga . Nesses casos as novas contas sustentam as contas mais antigas o que claramente pode causar a falha do sistema em algum momento. Nesse caso o site se sustenta pelos novos usuarios e tenta limitar o recebimento do pagamento dos usuarios novos para garantir que nem todos os cliques sejam pagos.

#### Contas premium
PTC também pode ser confundido com uma pirâmide porque muitos sites não lucram com os clicks em sí mas sim principalmente da venda de contas premium, vendas de referidos entre outras entradas de dinheiro sem ser novos usuários ou de investindo de anunciantes, que chega ser a grande renda desses sites. Assim o sistema não só depende que novas contas pagas surjam mas também que essas contas sejam constantemente renovadas , o que não deveria ser a forma de renda principal do PTC sendo os cliques que deveriam , podendo tornar o sistema insustentável e uma piramide disfarçada de sistema 
.

### Pagamento
Em muitos PTC os cliques de usuarios comuns variam entre $0,001 a $0,005 por clique e exige-se um balanço na conta de minimo $1 que cresce a cada recebimento podendo chegar a $5 ;outros ainda pagam somente a usuarios Premium. Isso causa que muitos usuarios novos desistam antes de receber o primeiro pagamento o que é positivo para o sistema pois para o Site PTC já foi pago pelo anunciante pelo clique mas se em excesso causa a falencia do sistema. Para evitar isso muitos sites demoram até 2 meses para realizar o pagamento mas outros pode ser no mesmo dia. Há também formas de bonificação em alguns PTCs, como ocorre no Clixsense, pagando uma certa porcentagem em cima do valor ganho durante o dia.

### Investimento e Golpes
Como os pagamentos por clique são minimos muitos sites oferecem as contas premium por um valor anual ou mensal em que o valor pago por clique pode aumentar 10 vezes e o do referidos  2 vezes o que torna viavel a compra de referidos. Porem muitos Ptc apresentam golpes na compra de referidos ;fazendo os referidos alugados serem muitas vezes serem bots programados .

#### Riscos
A maioria dos PTC só consegue se manter nos primeiros meses por causa de usuarios falsos ou falhas do proprio sistema . Ainda tem-se o problema dos termos de serviço de muitos sites poderem ser considerados abusivos pois permitem o site banir contas sem apresentar razão ou possibilidade de reversão e alterar o valor de cliques e pagamento minimo sem aviso prévio.

Outro fato que torna arriscado o investimento é a baixa quantidade de sites honestos . Num site especialistas em analisar PTC que já analisou mais de 1000 sites PTC apenas cerca de 50 sites mantiveram os pagamentos honestos por mais de dois anos.
Apesar de tudo o sistema ainda se mostra eficiente para tentar aumentar o tráfego dos sites e ainda é um recurso útil para os anunciantes.